# 道の駅ふれあいパークみの
道の駅ふれあいパークみの（みちのえき ふれあいパークみの）は、香川県三豊市三野町大見にある香川県道48号善通寺詫間線の道の駅である。

## 主な施設
- 駐車場
  - 普通車：200台
  - 大型車：10台
  - 身障者用：2台
- トイレ
  - 男：大 14器（2器）、小 23器（4器）
  - 女：20器（4器）
  - 身障者用：2器（1器）

※（）内は、24時間利用可能
- 公衆電話
- 薬草の館
- ハーブ園
- 入浴施設・温泉プール(10：00～22：00)
- 宿泊施設
- 喫茶店
- 食堂
- 売店

## 休館日
- 第2水曜日（8月と12月は除く）
- 年末年始

## アクセス
- 香川県道48号善通寺詫間線 - 登録路線

## 周辺
- 弥谷山
- 弥谷寺（四国八十八箇所霊場71番）
- 粟島海洋記念公園
- 高松自動車道 三豊鳥坂IC